# Muscle papillaire

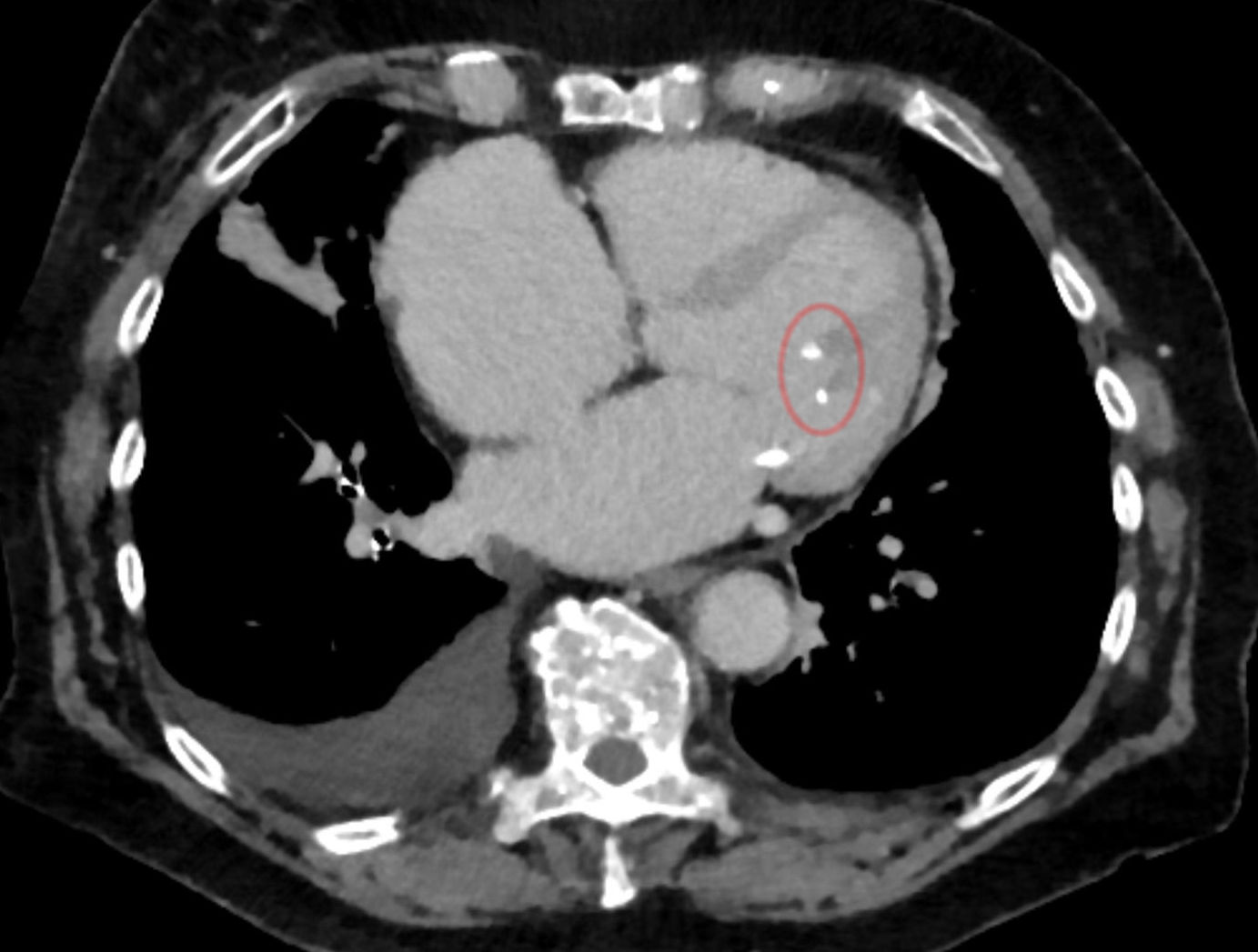
Coupe scanographique axiale montrant des calcifications aux extrémités des muscles papillaires de la valve mitrale du cœur (cercle rouge).

Les muscles papillaires du cœur (ou  piliers du cœur ou piliers ventriculaires ou colonnes charnues de premier ordre) sont des cônes musculaires des parois ventriculaires du cœur dans les parties trabéculaires du ventricule droit et du ventricule gauche.

## Structure
Les muscles papillaires du cœur forment des cônes dont la base est fixée à la paroi du ventricule et le sommet donne attache aux cordages tendineux du cœur.

### Muscles papillaires du ventricule droit
Les muscles papillaires du ventricule droit sont généralement au nombre de trois :
- le muscle papillaire antérieur du ventricule droit dans sa partie antéro-latérale,
- le muscle papillaire postérieur du ventricule droit dans sa partie postéro-latérale,
- le muscle papillaire septal du ventricule droit sur le septum interventriculaire.

Ils sont reliés par les cordages tendineux aux cuspides de la valve atrio-ventriculaire droite.

#### Variations
Le muscle septal peut être absent.

### Muscles papillaires du ventricule gauche
Les muscles papillaires du ventricule gauche sont généralement au nombre de deux :
- le muscle papillaire antérieur du ventricule gauche sur sa paroi latérale,
- le muscle papillaire postérieur du ventricule gauche près du septum interventriculaire.

Ils sont plus volumineux que ceux du ventricule droit.
Ils sont reliés par les cordages tendineux aux cuspides de la valve atrio-ventriculaire gauche.

## Remarque terminologique
Les parties trabéculaires du cœur sont occupées par des colonnes de trois ordres :
- les colonnes de premier ordre : les muscles papillaires proprement dits,
- les colonnes de deuxième ordre : des ponts musculaires entre deux parois d'un même ventricule contribuant au vortex du cœur[1],
- les colonnes de troisième ordre : simples épaississements de la paroi ventriculaire formant des trabécules charnues[2].

Il existe aussi trois types de cordages reliant les muscles papillaires aux valves atrio-ventriculaires :
- Cordages dits de premier ordre: Ils ont leur fixation terminale à la base des valves
- Cordages de deuxième ordre : ont leur terminaison sur la face pariétale (milieu) des valves
- Cordages de troisième ordre: s'insèrent au bord libre de la cuspide (ou valvule)

## Anatomie fonctionnelle
Les muscles papillaires, par l'insertion des cordages de premier ordre, sont essentiels au rythme cardiaque et au bon fonctionnement des valves atrio-ventriculaires, notamment lors de la diastole.

## Aspect clinique
Ces muscles sont facilement observables en imagerie médicale par l'échographie.
Leur rupture entraine des insuffisances valvulaires aiguës. Elle peut subvenir à la suite d'un infarctus.
Une hypertrophie peut être observée dans certaines cardiomyopathies.